# Hemigaleidae
Hemigaleidae är en familj av hajar. Hemigaleidae ingår i ordningen gråhajartade hajar och klassen hajar och rockor. Enligt Catalogue of Life omfattar familjen Hemigaleidae 8 arter.
Deras föda består av benfiskar, ryggradslösa djur och, i Paragaleus pectoralis och Hemigaleus microstomas fall, bläckfiskar. Det finns inga rapporterade fall av attacker mot människor.
Utbredningsområdet sträcker sig från östra Atlanten över Indiska oceanen till västra Stilla havet. Individerna vistas nära kusterna och de når ett djup av 100 meter. Huvudet kännetecknas av ovala ögon som ligger horisontala. Arterna i Hemigaleidae har två ryggfenor. Vid stjärtfenan förekommer en stor flik på undersidans främre del.
Släkten enligt Catalogue of Life:
- Chaenogaleus
- Hemigaleus
- Hemipristis
- Paragaleus